# Línea 2 del VLT Carioca
La 'Línea 2: Praia Formosa ↔ Praça XV es una de las líneas en operación del VLT Carioca, siendo inaugurada el 6 de febrero de 2017. Se extiende por 1.8 kilómetros. Su color distintivo es el verde.
Posee un total de 14 paradas en operación, todas a nivel de superficie. Además de éstas, una parada se encuentra en fase de planeamiento. Las paradas Praia Formosa, Rodoviária, Central, Cristiano Ottoni/Pequena África y Praça XV posibilitan la integración con otras modalidades de transporte.
El sistema, operado por la Concessionária do VLT Carioca S.A., aún no posee un balance del volumen de personas transportadas desde el inicio de la operación. Atiende dos barrios: Centro y Santo Cristo.

## Estaciones
| N.º | Nombre                          | Inauguración           | Barrio       | Integración                               | Posición | Latitud       | Longitud      |
| --- | ------------------------------- | ---------------------- | ------------ | ----------------------------------------- | -------- | ------------- | ------------- |
| 1   | Praia Formosa                   | 3 de diciembre de 2017 | Santo Cristo | Autobús                                   | A nivel  | 22° 54' 10" S | 43° 12' 29" O |
| 2   | Rodoviária                      | 12 de julio de 2016    | Santo Cristo | Autobús                                   | A nivel  | 22° 53' 55" S | 43° 12' 26" O |
| 3   | Equador                         | 12 de julio de 2016    | Santo Cristo | —                                         | A nivel  | 22° 53' 52" S | 43° 12' 17" O |
| 4   | Pereira Reis                    | 12 de julio de 2016    | Santo Cristo | —                                         | A nivel  | 22° 53' 47" S | 43° 12' 06" O |
| 5   | Vila Olímpica                   | 21 de octubre de 2017  | Santo Cristo | —                                         | A nivel  | 22° 53' 56" S | 43° 11' 58" O |
| 6   | Central                         | 21 de octubre de 2017  | Centro       | Metro · Estación de ferrocarril · Autobús | A nivel  | 22° 54' 10" S | 43° 11' 34" O |
| 7   | Cristiano Ottoni/Pequena África | 26 de octubre de 2019  | Centro       | Metro · Estación de ferrocarril           | A nivel  | 22° 54' 11" S | 43° 11' 26" O |
| 8   | Saara                           | 6 de febrero de 2017   | Centro       | —                                         | A nivel  | 22° 54' 19" S | 43° 11' 14" O |
| 9   | Tiradentes                      | 6 de febrero de 2017   | Centro       | —                                         | A nivel  | 22° 54' 24" S | 43° 10' 58" O |
| 10  | Colombo                         | 6 de febrero de 2017   | Centro       | —                                         | A nivel  | 22° 54' 19" S | 43° 10' 41" O |
| 11  | Praça XV                        | 6 de febrero de 2017   | Centro       | Transbordador                             | A nivel  | 22° 54' 07" S | 43° 10' 23" O |